# Damned in Black
Albums de Immortal
At the Heart of Winter
(1999) Sons of Northern Darkness
(2002)
Damned in Black est le sixième album studio du groupe de black metal norvégien Immortal. 
Il s'agit du premier album avec Iscariah, le chanteur/bassiste du groupe Dead To This World.
Le chant d'Abbath est assez particulier sur cet album par rapport au reste de la discographie d'Immortal, il est quelque peu plus profond.
Bien qu'étant moins rapide que son successeur, Sons of Northern Darkness, et qu'il va rester un peu dans l'ombre de ce dernier, Damned in Black est également considéré comme étant un des meilleurs albums de black metal des années 2000.
Cet album est sorti le 27 avril de l'année 2000 sous le label Osmose Productions. Il s'agit du dernier album sorti sous ce label.

## Composition
- Abbath Doom Occulta - Chant/Guitare
- Horgh - Batterie
- Iscariah - Basse

## Liste des morceaux
1. Triumph - 5:40
2. Wrath from above - 5:46
3. Against the tide (In the arctic world) - 6:02
4. My dimension - 4:30
5. The darkness that embrace me - 4:37
6. In our mystic visions blest - 3:11
7. Damned in black - 6:51